# 1925 en Belgique
Chronologie de la Belgique
- 1921
- 1922
- 1923
- 1924
- 1925
- 1926
- 1927
- 1928
- 1929

Cette page recense des événements qui se sont produits durant l'année 1925 en Belgique.

## Chronologie
- 12 février : premier vol entre Bruxelles et Léopoldville (Congo belge) par le navigateur Edmond Thieffry, le mécanicien Joseph De Brycker et le pilote Léopold Roger à bord de leur biplan de la SABENA surnommé « Princesse Marie-José »[1].
- 3 avril : traité entre les Pays-Bas et la Belgique sur les voies d’eau, rejeté par la chambre haute des Pays-Bas en avril 1928[2].
- 5 avril : démission du gouvernement Theunis I (catholique-libéral)[3].
- 15 avril : 
  - élections législatives. Le Parti ouvrier belge dépasse le Parti catholique en pourcentage des voix exprimées[4].

- - Le diocèse d'Eupen-Malmedy est supprimé et son territoire incorporé au diocèse de Liège.
- 13 mai : installation du gouvernement Vande Vyvere (catholique)[3].
- 22 mai : démission du gouvernement Vande Vyvere[3].
- 17 juin : installation du gouvernement Poullet (catholique-socialiste)[3].
- 19 juillet : congrès d'associations et groupuscules nationalistes et patriotiques à Dinant[5].
- 16 octobre : le ministre des Affaires étrangères Émile Vandervelde signe, au nom du gouvernement belge, les accords de Locarno[6]. Ces accords visent à assurer la sécurité collective en Europe et les frontières de l'Allemagne.

## Culture

### Architecture

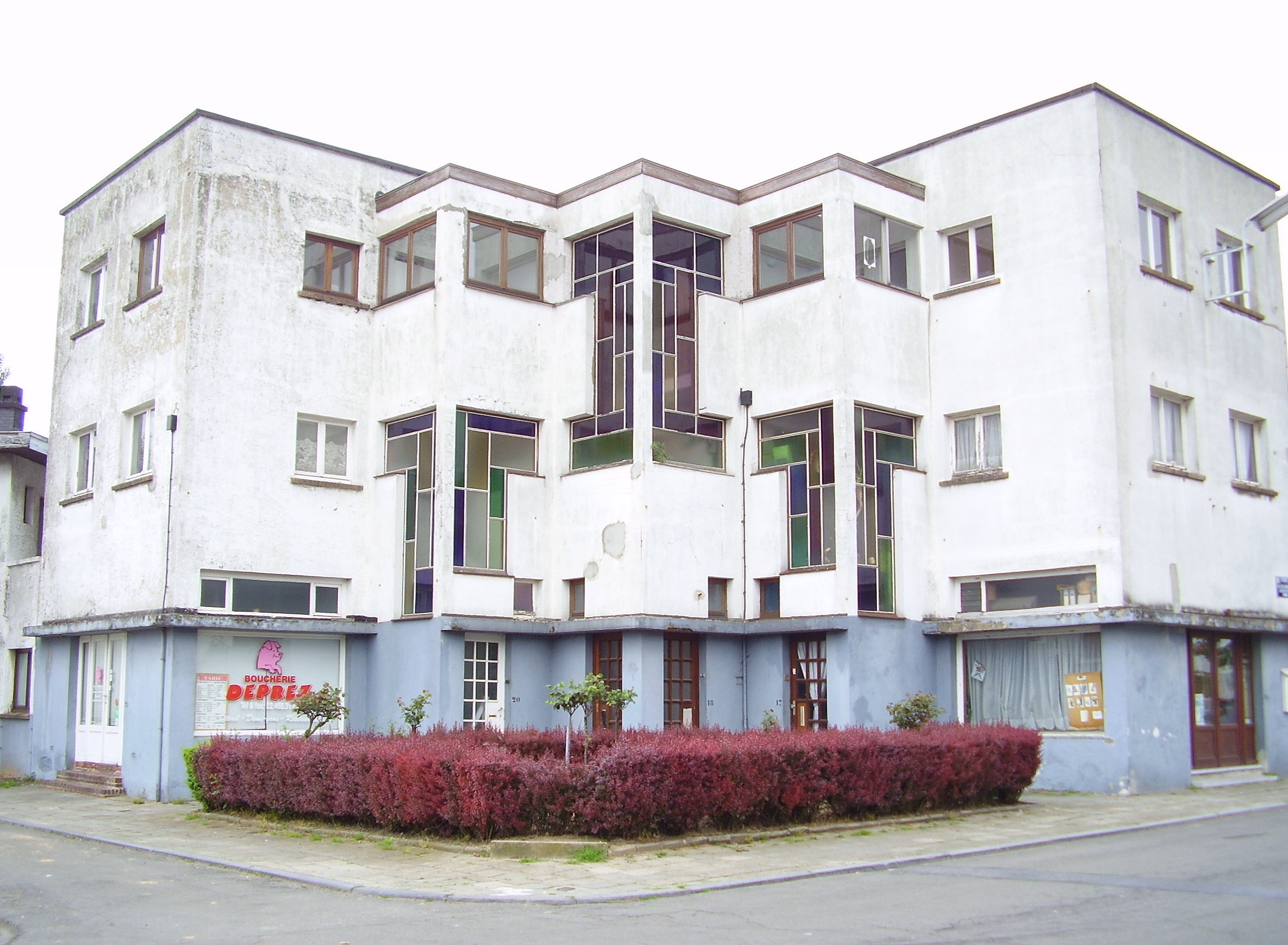
Cité Moderne de Berchem-Sainte-Agathe (Modernisme, Victor Bourgeois)

### Cinéma
- Création de l'Union de la presse cinématographique belge.
- La Forêt qui tue de René Le Somptier.
- Nageur par amour (Zwemmer uit liefde) de Jean Séloignes.
- Le Rapt d'Hélène (De schaking van Helena) d'André Jacquemin.

### Littérature
- La Bêtise, roman de Constant Burniaux[7].
- Plongeantes proues, recueil de Marcel Thiry[8].
- Sable sans fleurs, poèmes en prose de Jean Dominique[9].

## Naissances
- 5 février : Karel De Baere, coureur cycliste († 9 octobre 1985).
- 13 mars : Léon Defosset, homme politique († 25 septembre 1991).
- 26 mars : Freddy Terwagne, homme politique († 15 février 1971).
- 5 avril : Pierre Nihant, coureur cycliste († 12 janvier 1993).
- 16 avril : Georges Désir, animateur de télévision et homme politique († 12 octobre 2016).
- 27 juin : Jan Burssens, artiste peintre († 11 janvier 2002).
- 5 septembre : Jos Vandeloo, écrivain d'expression néerlandaise († 5 octobre 2015).
- 8 septembre : Paul Van Hoeydonck, sculpteur.
- 19 octobre : Raymond Impanis, coureur cycliste († 31 décembre 2010).

## Décès
- 23 février : Joris Helleputte, architecte et homme politique (° 31 août 1852).
- 27 mars : Oscar Depuydt, compositeur, organiste et pédagogue (° 20 octobre 1858).